# Tratado de Tarascón (1291)

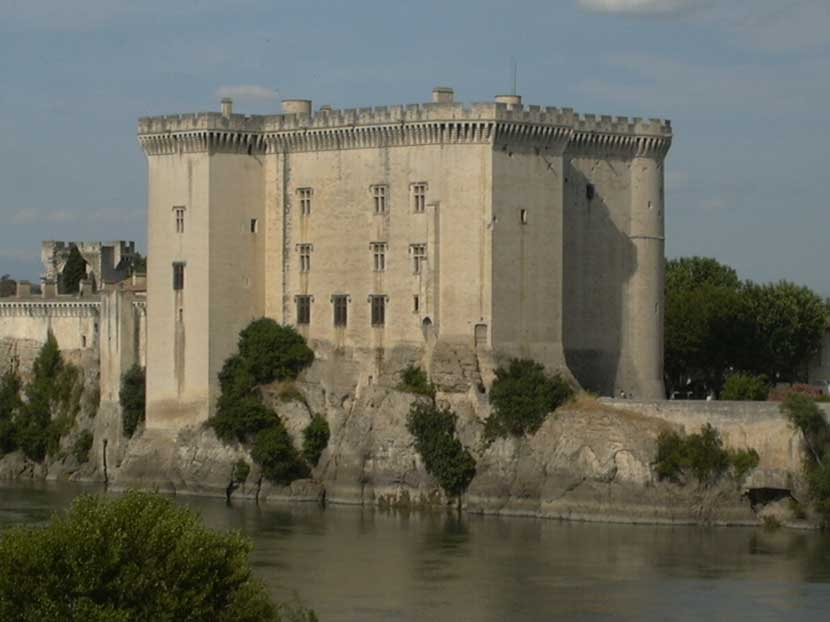
Castillo de Tarascón.

El 19 de febrero de 1291 se firmó el tratado o paz de Tarascón entre Nicolás IV, Carlos II de Anjou y Felipe IV de Francia de un lado y la Corona de Aragón por otro. Por este tratado la Casa de Valois renunciaba a inmiscuirse en los asuntos de la Corona de Aragón y el rey Alfonso III de Aragón se reconocía fedatario del Papa y prometía ir a la Cruzada, a la par que retiraba la ayuda a su hermano Jaime II de Aragón, rey de Sicilia. En efecto, Alfonso III estaba obligado por el tratado a:
- ir a Roma en persona para que se levantara la excomunión de su hermano Jaime II.
- rendir un tributo de treinta onzas de oro a la Iglesia.
- realizar una cruzada a Tierra Santa.
- eliminar de Sicilia a todos los caballeros aragoneses y catalanes al servicio de Jaime II.

Alfonso III también prometió que su hermano no mantendría su reino en contra de los deseos del papado. También se le aconsejó que hiciera las paces con el rey de Castilla, Sancho IV.
El papa, por su parte, anuló la investidura de Carlos de Valois como rey de Aragón y reconoció los derechos de Jaime II sobre Mallorca.
Cuando Alfonso III de Aragón murió poco después de la firma del tratado, las cláusulas quedaron nulas y sin efecto, y el tratado no significaba nada. Su hermano Jaime, que no había sido signatario, ahora unía en su persona las coronas de Aragón y Sicilia y no estaba dispuesto a separarse de ninguna de ellos. Fue reemplazado por el Tratado de Anagni de 1295, negociado por un papa más fuerte que Nicolás, Bonifacio VIII, que puso fin a la lucha y dejó a los aragoneses como amos de Sicilia.